# Rincón Valley
Rincón Valley es un lugar designado por el censo ubicado en el condado de Pima en el estado estadounidense de Arizona. En el Censo de 2010 tenía una población de 5139 habitantes y una densidad poblacional de 71,29 personas por km².

## Geografía
Rincón Valley se encuentra ubicado en las coordenadas 32°6′44″N 110°41′16″O / 32.11222, -110.68778. Según la Oficina del Censo de los Estados Unidos, Rincón Valley tiene una superficie total de 72.08 km², de la cual 72.08 km² corresponden a tierra firme y (0%) 0 km² es agua.

## Demografía
Según el censo de 2010, había 5.139 personas residiendo en Rincón Valley. La densidad de población era de 71,29 hab./km². De los 5.139 habitantes, Rincón Valley estaba compuesto por el 90.89% blancos, el 1.5% eran afroamericanos, el 0.33% eran amerindios, el 1.56% eran asiáticos, el 0.04% eran isleños del Pacífico, el 3.13% eran de otras razas y el 2.55% pertenecían a dos o más razas. Del total de la población el 15.02% eran hispanos o latinos de cualquier raza.